# Phenacovolva poppei
Phenacovolva poppei là một loài ốc biển, là động vật thân mềm chân bụng sống ở biển thuộc họ Ovulidae.